# 4-氯亚苄基丙二腈
4-氯亚苄基丙二腈是一种有机化合物，化学式为C11H5ClN2，可由丙二腈和4-氯苯甲醛的Knoevenagel反应制得。它和叔丁基碘、三乙基硼在痕量氧的存在下反应，可以得到2-[1-(4-氯苯基)-2,2-二甲基丙基]丙二腈；它和N-氯代丁二酰亚胺在乙酸钠催化下于乙腈中反应，可以得到N-[2-氯-1-(4-氯苯基)-2,2-二氰基乙基]丁二酰亚胺；硼氢化钠可以将其还原为4-氯苄基丙二腈。